# Уоллес, Кристи
Кристи Энн Уоллес (англ. Kristy Anne Wallace; род. 3 января 1996 года в Мельбурне, штат Виктория, Австралия) — австралийская профессиональная баскетболистка, выступает в женской национальной баскетбольной ассоциации за клуб «Атланта Дрим», которой была выбрана на драфте ВНБА 2018 года во втором раунде под общим шестнадцатым номером. Играет на позиции разыгрывающего защитника. Помимо того она защищает цвета австралийского команды «Мельбурн Бумерс».
В составе национальной сборной Австралии она стала бронзовым призёром чемпионата Азии 2021 года в Аммане, чемпионата мира 2022 года в Австралии и чемпионата мира среди девушек до 19 лет 2015 года в России, а также стала победительницей летней Универсиады 2017 года в Тайбэе и чемпионата Океании среди девушек до 18 лет 2014 года в Суве.

## Ранние годы
Кристи родилась 3 января 1996 года в городе Мельбурн (штат Виктория) в семье Джона и Джеральдин Уоллес, у неё есть четыре сестры, Кейт, Сэм Никки, Брук и Милли, училась она в городке Дейси-Хилл, пригороде Логан-Сити, (штат Квинсленд) в колледже имени Джона Пола, в котором выступала за местную баскетбольную команду.